# Tramwaje w Sidi Bu-l-Abbas
Tramwaj w Sidi Bu-l-Abbas – sieć tramwajowa w algierskim mieście Sidi Bu-l-Abbas.
Sieć tramwajową, zbudowaną od podstaw w partnerstwie z francuskim RATP Dev, otwarto latem 2017. Miasto jest ważnym węzłem handlowym i przemysłowym, liczącym 200.000 mieszkańców. Potencjał sieci oblicza się na kilka milionów pasażerów rocznie. Sieć liczy ponad 14 kilometrów długości i ma 22 przystanki oraz pięć punktów obsługi pasażerów. Końcówki to: Les Cascades i Gare Routière Sud (przyszłościowo: Cité 20 Août). System obsługuje też nowy dworzec kolejowy (przystanek La Nouvelle Gare Ferroviaire).
Budowa sieci oparta była na projekcie „pod klucz”, w ramach którego tworzy się cały system infrastruktury wraz z zajezdnią, zakupem taboru i eksploatacją linii (wzór taki jest znany z Francji). Ruch obsługują wagony Alstom Citadis.
Planowana jest linia z Cité Wiam przez Cascades i Sidi Djilali. Przewiduje się również rozszerzenie sieci z Gare Routière Sud do Boulevard Messali El Hadj, przez Boulevard Ferhat Abbas, na terenie przyszłego Pôle d'Excellence.